# Virus Nariva

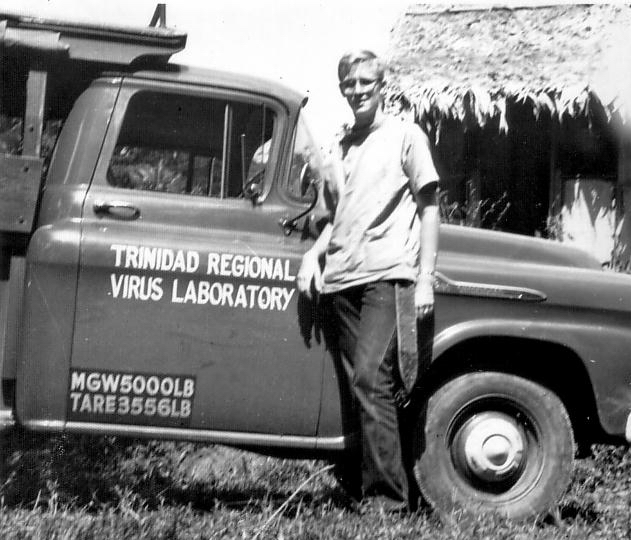
John Hill,Virologista y Autor Canadiense en in Trinidad Regional Virus Laboratorio,, pantano de Nariva, Trinidad. 1959

El virus Nariva (NarPV) está clasificado en la familia de los Paramyxoviridae. Fue descubierto en ratones del bosque de Trinidad (Trinidad y Tobago) en 1960.